# Werner Jacob
Werner Jacob was een Nederlands politicus uit de 19e eeuw. Deze advocaat, afkomstig van het vroegere hertogdom Limburg, was onder andere lid van de Gedeputeerde Staten van Luik. Van 8 december 1817 tot 2 december 1823 was hij de eerste Nederlandse commissaris van het condominium Neutraal Moresnet. In deze functie vertegenwoordigde hij de Nederlandse koning Willem I en wees hij samen met zij Pruisische collega Wilhelm Hardt, Arnold Timothée de Lasaulx aan als burgemeester van Kelmis en daarmee als staatshoofd van Neutraal Moresnet. Werner Jacob werd opgevolgd door Joseph Brandès.